# Open Puerto Vallarta 2024
L'Open Puerto Vallarta 2024 è stato un torneo maschile di tennis professionistico. È stata la 5ª edizione del torneo, facente parte della categoria Challenger 50 nell'ambito dell'ATP Challenger Tour 2024, con un montepremi di 41 000 $. Si è giocato dal 18 al 24 novembre 2024 sui campi in cemento del Parque Parota di Puerto Vallarta, in Messico.

## Partecipanti

### Teste di serie
| Nazionalità | Giocatore           | Ranking* | Testa di serie |
| ----------- | ------------------- | -------- | -------------- |
| Stati Uniti | Nishesh Basavareddy | 172      | 1              |
| Tunisia     | Aziz Dougaz         | 210      | 2              |
| Stati Uniti | Eliot Spizzirri     | 231      | 3              |
| Brasile     | Karue Sell          | 268      | 4              |
| Belgio      | Michael Geerts      | 301      | 5              |
| Canada      | Liam Draxl          | 323      | 6              |
| Stati Uniti | Andre Ilagan        | 370      | 7              |
| Argentina   | Valerio Aboian      | 379      | 8              |
| Bulgaria    | Dimitar Kuzmanov    | 381      | 9              |
| Lussemburgo | Chris Rodesch       | 386      | 10             |

* Ranking all'11 novembre 2024.

### Altri partecipanti
I seguenti giocatori hanno ricevuto una wild card per il tabellone principale:
- Luis Carlos Álvarez Valdés
- Alex Hernández
- Santiago Ledesma

I seguenti giocatori sono entrati in tabellone come alternate:
- Felix Corwin
- Ernesto Escobedo
- Mats Rosenkranz
- Keegan Smith

I seguenti giocatori sono passati dalle qualificazioni:
- Gonçalo Oliveira
- Alfredo Perez
- Alan Magadán
- Elmar Ejupovic
- Rodrigo Crespo Piedra
- Patrick Brady

Il seguente giocatore è entrato in tabellone come lucky loser:
- Strong Kirchheimer

## Punti e montepremi
| Torneo    | Torneo              | V     | F     | SF    | QF    | 2T  | 1T  | Q | Q2  | Q1  |
| Singolare | Punti               | 50    | 25    | 14    | 8     | 4   | 0   | 3 | 1   | 0   |
| Singolare | Premi in denaro ($) | 5,500 | 3,260 | 1,900 | 1,120 | 660 | 395 | – | 215 | 125 |
| Doppio    | Punti               | 50    | 25    | 14    | 8     | –   | 0   | – | –   | –   |
| Doppio    | Premi in denaro ($) | 2,130 | 1,250 | 745   | 435   | –   | 245 | – | –   | –   |

## Campioni

### Singolare
Nishesh Basavareddy ha sconfitto in finale  Liam Draxl con il punteggio di 6–3, 7–6(4).

### Doppio
Liam Draxl /  Benjamin Sigouin hanno sconfitto in finale  Karl Poling /  Ryan Seggerman con il punteggio di 7–6(5), 6–2.